# Plesder
Plesder ist eine Gemeinde in der Bretagne in Frankreich. Sie gehört zum Département Ille-et-Vilaine, zum Arrondissement Saint-Malo und zum Kanton Combourg.
Seit 1999 besteht eine Jumelage zu Ahorn (Baden).

## Geographie
Sie grenzt im Nordwesten an Saint-Hélen, im Norden an Mesnil-Roc’h, im Osten an Pleugueneuc, im Süden an Trévérien, im Südwesten an Évran, im Westen an Les Champs-Géraux. Zu Plesder gehören neben der Hauptsiedlung auch die Weiler La Touche, La Ferrière, La Saudraye und La Haute-Ville. An der Grenze zur Nachbargemeinde Mesnil-Roc’h, entspringt das Flüsschen Coëtquen, bildet den See vor dem Schloss Château de la Chesnaye und entwässert dann zur Rance.

## Bevölkerungsentwicklung
| Jahr      | 1962 | 1968 | 1975 | 1982 | 1990 | 1999 | 2008 | 2017 |
| --------- | ---- | ---- | ---- | ---- | ---- | ---- | ---- | ---- |
| Einwohner | 712  | 670  | 615  | 517  | 527  | 569  | 664  | 790  |

## Sehenswürdigkeiten

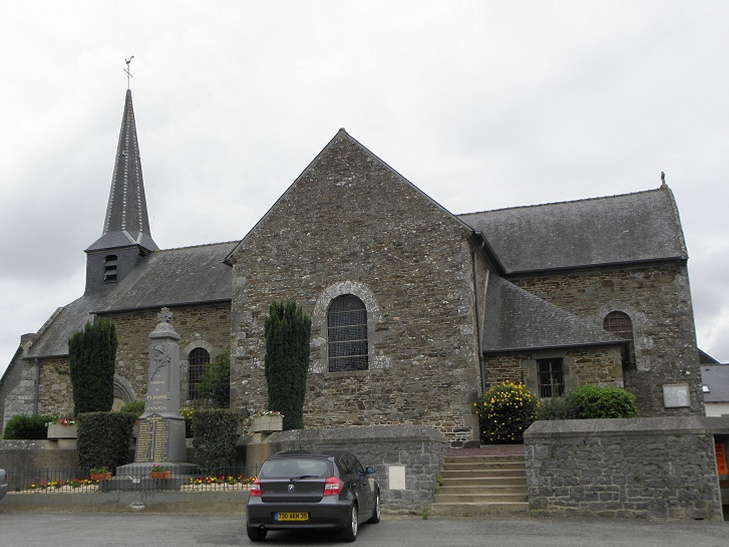
Kirche Saint-Martin-de-Tours

- Kirche Saint-Martin-de-Tours
- Kriegerdenkmal